# Pseudophysocephala barbata
Pseudophysocephala barbata är en tvåvingeart som beskrevs av Camras 2001. Pseudophysocephala barbata ingår i släktet Pseudophysocephala och familjen stekelflugor.
Artens utbredningsområde är Zimbabwe. Inga underarter finns listade i Catalogue of Life.